# Atlascopcosaurus loadsi
Atlascopcosaurus loadsi ("reptil de Atlas Copco de William Loads") es la única especie conocida del género extinto Atlascopcosaurus de dinosaurio ornitópodo hipsilofodóntido que vivió a mediados del período Cretácico, hace aproximadamente 110 millones de años, en el Albiense, en lo que hoy es Australia. El espécimen tipo, NMV P166409, fue encontrado en 1984 en el sitio de Dinosaur Cove Oriente en la costa de Victoria, en los sedimentos de la Formación Eumeralla datada de principios del Cretácico, entre las etapas Aptiense-Albiense. Este holotipo consiste en una pieza de la mandíbula superior, un maxilar parcial con dientes. Nada más se sabe sobre este ánimal. Como el resto del esqueleto permanece sin descubrir que sólo pueden ser inferidas a partir de especies estrechamente relacionadas que el género, representa un pequeño herbívoro bípedo. Por extrapolación, se ha estimado que media entre 2 a 3 metros de largo y pesaba aproximadamente 125 kilogramos. Debido a que los dientes no son específicos de especie y el fragmento de maxilar es poco informativo, el taxón es hoy comúnmente visto como un nomen dubium.
El espécimen tipo, Atlascopcosaurus loadsi fue nombrado y descrito por Tom Rich y Patricia Vickers-Rich entre 1988 y 1989. El nombre genérico se refiere a la Empresa Atlas Copco que había proporcionado el equipo para la excavación que descubrió este dinosaurio en 1984. El proyecto reveló 85 fragmentos de huesos fósiles de varias especies. Esto abrió la puerta para más excavaciones y, junto con otras empresas, Atlas Copco ha ayudado a más de diez años excavaciones para abrir unos sesenta metros de túnel en una pared del acantilado a la orilla del mar. El nombre específico, loadsi, rinde honores a William Loads, el gerente de Atlas Copco en la época de la excavación a la cual asistió.
Atlascopcosaurus fue en 1988 asignado a la familia Hypsilophodontidae. Estos son hoy vistos como un grupo no natural, polifilético y ahora simplemente considerado como un miembro basal de los Euornithopoda.